# Acanthobrama telavivensis
Acanthobrama telavivensis es una especie de pez de la familia de los Cyprinidae en el orden de los Cypriniformes.

## Morfología
Los machos pueden llegar alcanzar los 11 cm de longitud total.

## Reproducción
Es ovíparo.

## Distribución geográfica
Se encuentra en Israel y en las cuencas de los ríos Tigris y Éufrates.

## Observaciones
Es inofensivo para los humanos.